# Marcgraviaceae
Famille
Les Marcgraviacées, Marcgraviaceae Bercht. & J. Presl, sont une famille de plantes à fleurs dicotylédones de l'ordre des Ericales. 
Ce sont des arbustes, de petits arbres et principalement des lianes, parfois épiphytes, des régions tropicales d'Amérique centrale. Plusieurs espèces présentent une inflorescence en parapluie, suspendue au bout d'une tige, adaptée à la pollinisation par des chauves-souris ou des oiseaux-mouches.

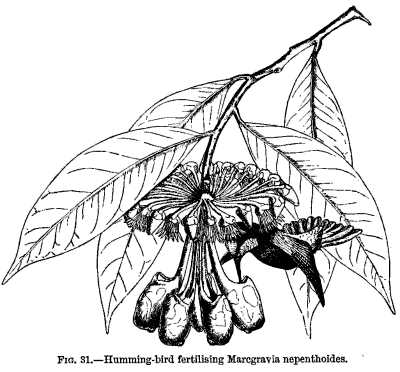
Marcgravia nepenthoides, pollinisée par un oiseau-mouche.

## Étymologie
Le nom vient du genre type Marcgravia qui rend hommage au naturaliste allemand Georg Markgraf (1610-1644), considéré comme l'explorateur le plus important du Brésil du 0XVIIe siècle.
Cette famille a été décrite en 1820 par les botanistes Friedrich von Berchtold (1781-1876), originaire de Bohême, et Jan Svatopluk Presl (1791-1849), de Prague.

## Classification
La classification classique de Cronquist (1981) situait cette famille dans l'ordre des Theales.
En classification phylogénétique APG II (2003) et classification phylogénétique APG III (2009), les Marcgraviacées font partie de l'ordre des Ericales. 

## Liste des taxons inférieurs

### Liste des sous-familles et genres
Selon GRIN (10 décembre 2017) :
- sous-famille Marcgravioideae
  - Marcgravia L.
  - Marcgraviastrum (en) (Wittm. ex Szyszyl.) ex de Roon & S. Dressler
- sous-famille Noranteoideae
  - Norantea Aubl.
  - Ruyschia Jacq.
  - Sarcopera Bedell ex de Roon & S. Dressler
  - Schwartzia Vell.
  - Souroubea Aubl.

Liste des genres selon Tropicos (10 décembre 2017) (Attention liste brute contenant possiblement des synonymes) :
- Caracasia (pt) Szyszył.
- Marcgravia L.
- Marcgraviastrum (Wittm. ex Szyszył.) de Roon & S. Dressler
- Marggravia Willd.
- Norantea Aubl.
- Norentea Juss.
- Pseudosarcopera Gir.-Cañas
- Ruyscha Cothen.
- Ruyschia Jacq.
- Ruyschiinae Delpino
- Sarcopera Bedell
- Schwartzia Vell.
- Souroubea Aubl.
- Touroubea Steud.